# Tossal Gros (Biosca)
El Tossal Gros és una muntanya de 560 metres que es troba entre els municipis de Biosca (Solsonès) i de Sanaüja (Segarra)
Al cim podem trobar-hi un vèrtex geodèsic (referència 269105001).